# Падма (символ)
Па́дма (санскр. पद्म, IAST: padma; лат. Nelumbo nucifera) — один из древнейших и главных священных символов в форме цветка лотоса в Южной и Юго-Восточной Азии. Почитается в индуизме, буддизме и джайнизме. Первоначально цветок лотоса являлся ранней и распространённой эмблемой Солнца. В последующем он стал олицетворять творящие космические силы, а также незапятнанную чистоту и духовное совершенство. Лотос обладает сложной, постепенно складывавшейся символикой. Его почитание зародилось на древнейшей доземледельческой стадии развития общества. Лотос был одним из важных продуктов питания. Его корни, стебли и листья содержат крахмал, жиры, сахар и клетчатку, а из семян получается мука более высокого качества, чем из хлебных злаков.
В индуизме лотос выступает одним из атрибутов Вишну, Брахмы, Лакшми, Сарасвати и Куберы. В индийской культуре он символизирует божественную красоту, духовную чистоту. В индуистской литературе и индийской поэзии лотос выступает эталоном красоты. Вишну и Кришна, например, описываются как лотосоокие, а их стопы подобны лотосам. В мифологии индуизма лотос растёт из пупа Вишну, спящего в йога-нидре. Цветок лотоса является одним из ключевых символов в иконографии индуизма. В буддизме цветок лотоса входит в число восьми благоприятных символов.
Образ лотоса стал одним из ведущих в изобразительном искусстве, архитектуре, поэзии. С его названием связаны многие имена божественных и иных персонажей, эпических героев, растений, созвездий и т. д. В древних и современных языках известны десятки названий лотоса. В частности, «кумуда» — белый лотос, или водяная лилия, которая, как считается, распускается только при свете Луны, а «пундарика», или «съедобный белый лотос» стал символом Вишну и Будды.
Красный лотос является эмблемой современной Индии.

## Онтология
Лотос изначально ассоциировался с богом Солнца. Объясняется это тем, что его цветок раскрывается при свете Солнца, а многочисленные лепестки напоминают лучи светила. Лотос участвует во многих космогонических мифах и легендах древней Индии. Он олицетворяет творящее (женское) лоно, является источником божественного принципа и обладает особой сакральной силой. Соотнесенный с женским детородным органом, лотос символизирует творческое начало или матрику (богиню-мать). «Падма» и «камала» — на санскрите синонимы «лотоса» женского лона, мягкого, розового и открытого. Лотос отождествляется с плодородием, процветанием и потомством. Символ находит место в поклонении лотосовым богиням или богиням плодородия в сельских культах. Он также участвует в формировании более сложных мифологических образов, связанных с женским и мужским началами мира.
Как священный символ лотос был принят многими великими цивилизациями от Египта до Японии. Символ глубоко внедрился в искусство и архитектуру древнего Востока. Лотос открывается с восходом и закрывается с закатом солнца. В Древнем Египте солнце воспринималось как восходящее из восточного лотоса на рассвете и заходящее в западный лотос на закате. Голубой лотос (лат. Nymphaea caerulea) особенно почитался в Древнем Египте, где его лепестки вымачивались в воде, настаивались в алкоголе или из них делалось эфирное масло для получения сильного омолаживающего и усиливающего половое влечение универсального средства.
Лотос и его среда обитания
|                                              |                   |                 |                                        |                      |
| Мутные илистые воды, где произрастают лотосы | Сердцевина лотоса | Цветение лотоса | Лотосы для подношения божеству в храме | Лотос после цветения |

## Священный символ
Лотос, произрастающей в мутной водной трясине, стал символом чистоты и отречения. Он отождествляется с благотворными действиями, совершаемыми без влияния циклов рождения и смерти человеческой души. Лотосовые сиденья или троны, на которых восседают или стоят божества, символизируют их божественное происхождение. Божественные души и существа рождены в безупречности, обладают врождённым совершенством. Лотосовая природа отражает чистоту тела, речи и ума. Хотя божества могут проявляться в ходе кармических циклов, однако они не осквернены и не загрязнены земным миром.
Следуя Гопалатапани-упанишаде, лотос представляет собой проявленную вселенную, цветок, который распускается во всей красе в бесформенных и бесконечных водах обусловленности:

В своем сердце я размышляю о материальном мире с его восемью охранителями мира (локапалами) как о распускающемся цветке лотоса, растущего в океане повторяющихся рождений и смертей.
— Гопалатапани-упанишада, глава 2, текст 80
В индуизме лотос ассоциируется с чистотой и саттвой (благостью). Лотос растёт в прибрежной грязи и проходит сквозь толщу воды. Затем он достигает водной поверхности и расцветает. Аналогичным образом духовный искатель поднимается из грязи мирского бытия и, пройдя очищение, достигает праведного поведения (дхармы) и духовного знания (джняны). Таким образом, лотос символизирует просветлённый ум. Вода, из которой растёт лотос, его не касается, точно так же как мирские соблазны, заблуждения и иллюзии, не затрагивают просветлённых существ.
В иконографии индуизма и буддизма часто используются орнаменты, розетки, медальоны с изображением лотоса, которые подчёркивают священные аспекты изображаемых существ.
Лотос в иконографии божеств
|                                                     |                                                                                            |                                                                         |                                        |                                                |
| Сурья с лотосами в обеих руках, X—XI век, Бангладеш | Индо-скифская монета с Гаджа-Лакшми (Лакшми со слонами), стоящей на лотосе, I век до н. э. | Брахма сидит на лотосе, произрастающем из пупа Вишну, Камбоджа, VII век | Сарасвати с лотосом, Индия, XIV—XV век | Кубера на лотосном троне, династия Юань, Китай |

## Атрибут божеств
Бог солнца Сурья в ведийский период отождествлялся с лотосами. Он держит его цветки в каждой из своих рук, что символизирует путь Солнца по небесам. В индуизме Брахма, бог творения, родился из золотого лотоса, выросшего из пупа Вишну, подобно младенцу, привязанному к материнской пуповине. После слияния образа бога солнца Сурьи с всепроникающим Вишну, последний унаследовал иконографию лотоса. Цветок лотоса стал одним из четырёх главных атрибутов Вишну. Супруга Вишну по имени Лакшми также отождествляется с лотосами, которые она держит в своих руках. Божества восседают на лотосных тронах, опорах, седалищах в виде лотоса. Как атрибут в руках у божеств лотос изображают белым, жёлтым, золотым, синим и чёрным.
Белый, или «съедобный лотос» (санскр. pundarika, тиб. pad ma dkar po), — это атрибут Вишну, Брахмы, а также будды Сикхина. Шестнадцатилепестковый белый лотос «утпала» держит в руках Белая Тара. Жёлтый лотос (тиб. pad ma ser po) и золотой лотос (тиб. gser gyi pad ma) в общем известны как «падма», а более распространённый красный или розовый лотос обычно определяется как «камала». Санскритским термином «утпала» обозначают синий, или чёрный «ночной лотос». Однако его транслитерированный тибетский эквивалент (тиб. ut pa la) может быть применим к лотосу любого цвета.

|  |  |  |

## Лотос в Вишну-сахасранаме
Эпитетами и сравнением с лотосом в священных текстах описывается бог Вишну, у которого цветок лотоса является одним из главных атрибутов. Гимн Вишну-сахасранама или тысяча имён Вишну провозглашает:

| Оригинал (санскр.) | Перевод |
| --- | --- |
| viśveśvaramajaṁ devaṁ jagataḥ prabhavāpyayam bhajanti ye puṣkarākṣaṁ na te yānti parābhavam na tē yāṁti parābhavam ōṁ nama iti | Он [Вишну] никогда не потерпит неудачу, Он тот, кому возносят молитвы как Господу этой Вселенной. У кого нет рождения, Кто всегда неизменен, Кто сияет и сверкает, и имеет глаза, подобные лотосам. Воспеваем имена.                                                              |
| Arjuna uvāca padmapatra viśālākṣa padmanābha surōttama bhaktānāmanuraktānāṁ trātā bhava janārdana                              | Арджуна сказал: о, Господь, у кого глаза как лепестки лотоса, о, Господь, у кого произрастает лотос из живота, о, Господь, который видит всё, о, Господь, повелитель всех богов, Пожалуйста, прояви милость и стань прибежищем всем своим преданным, кто придёт к тебе с любовью. |

В Вишну-сахасранаме перечисляются имена Вишну, образовавшиеся в результате синкретизма и слияния культов ведийских, местных и родовых божеств в единое поклонение Вишну. Тот почитается как всепроникающий и пребывающий в сердцах всех живых существ. Лотосовые эпитеты используются для описания красоты Вишну:
| Номер имени | Имя (рус)        | Имя (IAST)        | Значение                                                                   |
| ----------- | ---------------- | ----------------- | -------------------------------------------------------------------------- |
| 40          | Пушкаракша       | Puṣkarākṣaḥ       | Лотосоокий                                                                 |
| 48          | Падманабха       | Padmanābhaḥ       | Тот, из чьего пупка (набхи) произрастает лотос (падма), источник Вселенной |
| 111         | Пундарикакша     | Puṇḍarīkākṣaḥ     | Тот, чьи глаза подобны лепесткам лотоса                                    |
| 344         | Падми            | Padmī             | Держащий в руке цветок лотоса                                              |
| 345         | Падма-нибхекшана | Padma-nibhekṣaṇaḥ | Тот, чьи глаза подобны лотосам                                             |
| 346         | Падманабха       | Padma-nābhaḥ      | Тот, кто живёт в набхи или в сердце лотоса                                 |
| 347         | Аравиндакша      | Aravindākṣaḥ      | Лотосоокий                                                                 |
| 348         | Падмагарбха      | Padma-garbhaḥ     | Тот, кому поклоняются в сердце лотоса                                      |
| 556         | Пушкаракша       | Puṣkarākṣaḥ       | Тот, кто сияет подобно свету сознания во время медитации на сердце лотоса  |
| 615         | Свакша           | Svakṣaḥ           | Тот, чьи глаза (акша) красивы как цветы лотоса                             |
| 844         | Свасья           | Svāsyaḥ           | Тот, чьё лицо красиво и красновато подобно сердцевине лотоса               |

## Лотос в буддизме
Цветок лотоса входит в число восьми благоприятных символов (санскр. astamangala; тиб. bkra shis rtags brgyad). К ним относятся белый зонт, пара золотых рыб, сосуд сокровищ, лотос, белая раковина, бесконечный узел, победоносное знамя и золотое колесо. В китайском буддизме восемь благоприятных символов представляют восемь внутренних органов тела Будды. Лотос отождествляется с печенью Будды.
Буддийский лотос изображается с четырьмя, восемью, шестнадцатью, тридцатью двумя, шестьдесят четырьмя, сто восемью или тысячу восемью лепестками. Числа символически соотносятся с внутренними лотосами, или чакрами тонкого тела, и с численными составляющими мандалы.
Падмасамбхава или «лотосорождённый» тантрический мастер, принёсший буддизм в Тибет, считается рождённым из чудесного лотоса, расцветшим на озере Дханакоша в западном индийском царстве Уддияна. Лотос как божественная утроба или женское лоно почитается как плодородное начало в буддийской тантре. В буддизме ваджра является синонимом мужского органа. Союз ваджры и лотоса — это символ объединения формы и пустоты, искусных средств и мудрости. На духовном плане союз ваджры и лотоса символизирует проникновение и восхождение психических ветров по центральному каналу тонкого тела, которые пронизывают и открывают «лотосы» каналов-колёс, или чакр.
Лотос стал символом Амитабхи, красного будды запада и «Владыки Падма, или лотосового семейства». Качества Амитабхи характеризуются как краснота огня, витальные жидкости, вечерние сумерки, лето и преобразование страсти в различающую осознанность. Пандара почитается как супруга Амитабхи. Её атрибутом также является красный лотос. Главенствующий бодхисаттва Амитабхи — это Падмапани Авалокитешвара, «держатель лотоса» и бодхисаттва великого сострадания. Падмапани, что означает «лотосорукий», держит в руках восьмилепестковый белый лотос как символ его безукоризненной чистоты, любви и сострадания. Как эманации Авалокитешвары, все четырнадцать последовательных воплощений Далай-ламы изображаются с белым лотосом сострадания в своих правых руках. Одна из главных женских бодхисаттв лотосового семейства — это Белая Тара. Атрибут Тары в виде шестнадцатилепесткового лотоса символизирует совершенство всех её качеств и её подобие шестнадцатилетней деве.
Большой палец и один из трёх первых пальцев на руке божества или держателя линии тибетского буддизма часто находятся на уровне сердца. Они сложены в жесте дарования учения или прибежища. В пальцах они мягко держат нижнюю часть стебля. Затем стебель изящно поднимается вверх, выпуская листья, по мере того как приближается к цветку на уровне уха божества. Это символизирует подобную нектару передачу Будда-дхармы, которая привлекает учеников, как пчёл, к чистому и необусловленному аромату устных или «прошёптанных на ухо» наставлений. Основной стебель лотоса разделяется на три побега, один из которых заканчивается семенной коробочкой, стебель посередине заканчивается цветком, а третий, с другой стороны, — маленьким, нераскрывшимся бутоном. Эти три стадии созревания представляют будд трёх времён — прошедшего, настоящего и будущего соответственно.
Семена лотоса используются в буддистских ритуалах, называемых великими четырьмя ритуалами или активностями тантры. В частности, для мирных ритуалов используются хрусталь, жемчуг, белые семена лотоса, белый коралл, раковина и бусины из слоновой кости. Для ритуалов приумножения и накопления используются чётки из семян дерева бодхи, лотосовых семян, золотые, серебряные и бронзовые бусины.

## Асаны лотоса в йоге
В честь лотоса названа поза «падмасана» (санскрит: पद्मासन, IAST: padmāsana), одна из основных поз в духовной практике и йоге. В падмасане человек сидит, скрестив ноги, в то время как ступни находятся на противоположных бёдрах. Поза известная с древнейших времён и продолжает использоваться в хатха-йоге и медитациях.
Считается, что падмасана способствует ментальному покою и концентрации. Поза позволяет телу быть устойчивым в течение длительного периода времени, благодаря чему используется в медитации. Осанка оказывает давление на нижнюю часть позвоночника, что способствует расслаблению. Дыхание замедляется, снижается мышечная напряжённость и кровяное давление. В комбинации с падмасаной могут используются другие позы йоги.
Падмасана стала олицетворять практики в индуизме, буддизме и джайнизме. В ней изображаются божества и основатели традиций. В падмасане сидят Сурья, Вишну и Лакшми, Шива, а также Будда Гаутама и тиртханкары.

|  |  |  |  |
|  |  |  |  |